# 東野駅 (岐阜県)
東野駅（ひがしのえき）は、岐阜県恵那市東野にある明知鉄道明知線の駅である。駅番号は10。

## 歴史
- 1933年（昭和8年）5月24日：国鉄明知線大井 - 阿木間開通時に開業[1][2]。一般駅[2]。
- 1959年（昭和34年）10月15日：貨物の取扱を廃止（旅客駅となる）[2]。
- 1961年（昭和36年）10月21日：荷物の取扱を廃止[2][3]。無人駅となる[4]。
- 1985年（昭和60年）11月16日：明知鉄道に転換[1][2]。
- 2008年（平成20年）12月3日：高齢者専用賃貸住宅を併設した駅舎に改築[5]。

## 駅構造
1面1線の単式ホームを持つ地上駅。2008年、ホーム隣接の遊休地に医療法人「恵雄会」の介護施設を兼ねた鉄骨造3階建ての合築駅舎が建てられた。建物の1階はショートステイ・デイサービスのできる介護施設と駅利用者用の待合室・トイレが設置されており、2階・3階は高齢者専用賃貸住宅となっている。

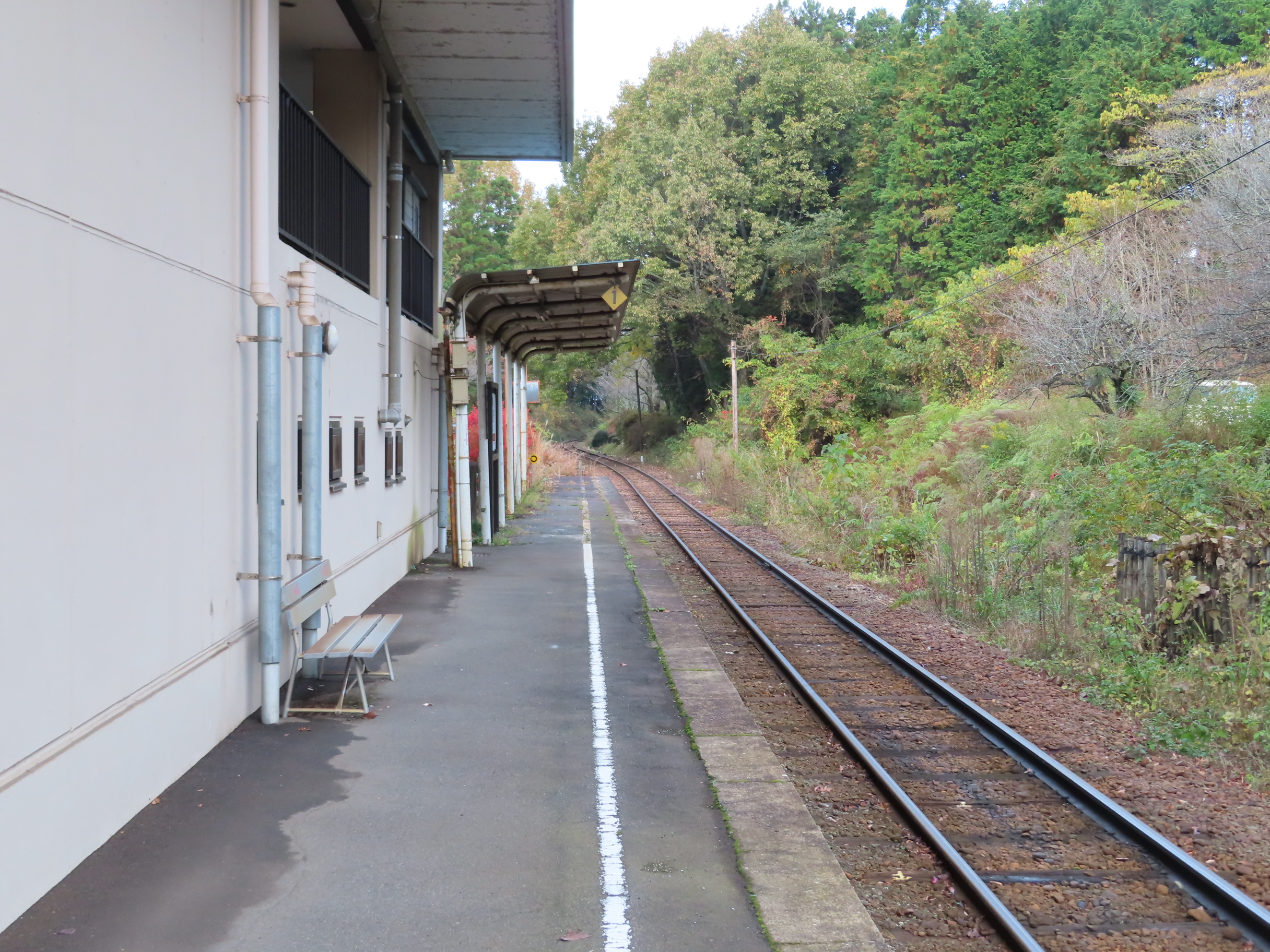
プラットホーム（2021年11月）

## 利用状況
| 年度               | 1日平均乗車人員 |
| ------------------ | --------------- |
| 2011年（平成23年） | 36              |
| 2012年（平成24年） | 38              |
| 2013年（平成25年） | 31              |
| 2014年（平成26年） | 33              |
| 2015年（平成27年） | 30              |
| 2016年（平成28年） | 27              |

## 駅周辺
- 田園風景の広がる岐阜県恵那市東野地区の中心地。
- 朝には岐阜県立恵那高等学校への通学生も若干利用する。
- 恵那市立東野小学校
- 岐阜県恵那総合庁舎
- 水資源機構阿木川ダム

## バス路線
恵那市自主運行バス小野川線の東野駅前停留所がある。
- 小野川・東鉄恵那車庫方面／恵那市役所前・恵那駅前方面

## 隣の駅
明知鉄道
■明知線
恵那駅（11） - 東野駅（10） - 飯沼駅（9）